# Tihomir Orešković
Tihomir Orešković (Zagreb, 1 januari 1966) is een Kroatische en Canadese zakenman, de president van de dertiende regering van de Republiek Kroatië. Hij is de eerste partijloze premier van de Republiek Kroatië. 

## Biografie
Orešković werd geboren in 1966 in Zagreb. In 1968 verhuisde hij naar Canada en in 1989 studeerde hij af aan de McMaster University in Ontario met een diploma in scheikunde. Aan dezelfde universiteit behaalde hij in 1991 een MBA-diploma in financiële en informatiesystemen.
In 1992 gaat hij werken voor het Amerikaanse farmaceutische bedrijf Eli Lilly, in verschillende functies. Later verhuist hij naar Teva, en in 2009 gaat hij werken bij het bedrijf PLIVA . Sinds 2014 is hij financieel directeur van Teva voor Europa. 

### Politieke carrière
Op 23 december 2015 werd hij genomineerd als formateur en premier van de Republiek Kroatië,  en op 22 januari 2016 werd hij premier. Op 16 juni 2016 stemde het Kroatische parlement met 125 stemmen voor, 15 tegen en 2 onthoudingen over een motie van wantrouwen tegen Tihomir Orešković, wat uiteindelijk leidde tot vervroegde parlementsverkiezingen in september 2016. Het was de eerste keer sinds de onafhankelijkheid van de Republiek Kroatië dat een premier het vertrouwen van het Kroatische parlement verloor.